# Rulleskøjterne
Rulleskøjterne er en dansk komediefilm fra 1908 produceret af Nordisk Films Kompagni og instrueret af Viggo Larsen. 

## Medvirkende
- Aage Brandt
- Kai Voigt
- Holger-Madsen